# Рутковский, Пётр Константинович
Пётр Константи́нович Рутко́вский (1852 — не ранее 1910) — российский военачальник, участник русско-турецкой войны 1877-1878 гг. и русско-японской войны 1904-1905 гг., генерал от кавалерии; занимая пост начальника штаба Приамурского военного округа, участвовал в географической экспедиции В. К. Арсеньева по Уссурийскому краю (1906 г.).

## Биография
Из дворян Харьковской губернии. Младший брат инженер-генерала Якова Рутковского. Старший брат генерал-лейтенанта Александра Рутковского. Окончив 2-ю военную Петербургскую гимназию, поступил на военную службу 5 августа 1870 года. Выпущен из 1-го военного Павловского училища c чином прапорщика во 2-ю резервную конно-артиллерийскую бригаду (17 июля 1872 года). Подпоручик (29 декабря 1873 года). Участвовал в Русско-турецкой войне 1877-1878 годов, за проявленные отличия заслужив пять боевых орденов; был произведён в поручики (29 декабря 1877 года).
Окончил Николаевскую академию Генерального штаба (1882).
5 апреля 1887 года с производством в подполковники назначен заведующим передвижением войск по железным дорогам Динабурго-Царицынского района, а 17 июля следующего года перемещён на должность заведующего передвижением войск по Закавказской железной дороге и водным путям Закавказского района; 21 апреля 1891 года произведён в полковники. 21 июня 1894 года назначен начальником штаба 4-й кавалерийской дивизии.
С 2 декабря 1896 года по 14 декабря 1899 года  командир 13-го Каргопольского драгунского полка. 14 декабря 1899 года назначен начальником штаба 2-го Кавказского армейского корпуса, 9 апреля 1900 года произведён в генерал-майоры, а 27 ноября 1902 года перемещён на пост начальника штаба 12-го армейского корпуса.
В ходе русской японской войны 1904 — 1905 годов 12 июля 1904 года назначен начальником штаба Приамурского военного округа, который возглавляли генералы Р. А. Хрещатицкий, а после его отстранения от должности — П. Ф. Унтербергер. 2 апреля 1906 года произведён в генерал-лейтенанты.
Лично участвовал в первом этапе (май — июнь 1906 года) организованной по предложению Приамурского отдела Императорского Русского географического общества и в соответствии с приказом П. Ф. Унтербергера от 22 апреля 1906 года экспедиции В. К. Арсеньева для обследования хребта Сихотэ-Алинь и береговой полосы в Уссурийском крае.
C 17 октября 1906 года по 3 мая 1910 года начальник 11-й кавалерийской дивизии. Наряду с другими лицами, служившими ранее на Дальнем Востоке, был привлечён в качестве эксперта к обсуждению проекта французского инженера Лоик де Лобеля, выступавшего от имени американского синдиката с предложением постройки железнодорожной магистрали через Берингов пролив на крайне выгодных для синдиката условиях, выступил категорически против, считая, что инициаторы проекта желают лишь «захватить наши отдаленные богатые области».
Высочайшим приказом от 3 мая 1910 года произведён в генералы от кавалерии с увольнением от службы с мундиром и пенсией.

## Награды
- Орден Святой Анны 4-й степени с надписью «За храбрость» (1877)
- Орден Святого Станислава 3-й степени с мечами и бантом (1877)
- Орден Святой Анны 3-й степени с мечами и бантом (1878)
- Орден Святого Станислава 2-й степени с мечами (1879)
- Орден Святого Владимира 4-й степени с мечами и бантом (1879)
- Орден Святой Анны 2-й степени (1887)
- Орден Святого Владимира 3-й степени (1887)
- Орден Святого Станислава 1-й степени (1903)